# Business Standard
Business Standard a fost un ziar financiar românesc, lansat la data de 19 mai 2007 de trustul Realitatea-Cațavencu
pentru a concura cu Ziarul Financiar, al trustului Media Pro.
Adrian Mîrșanu, fost redactor-șef adjunct la Ziarul Financiar, a fost primul redactor-șef, conducând Business Standard în perioada mai 2007 - 23 iulie 2009. .
Ziarul și-a încetat apariția tipărită în decembrie 2009.

## Istoric
Ziarul este lansat de Dragos Stanca, manager proaspat transferat de la trustul MediaPro, unde se ocupase in ultimii ani de divizia de print a trustului. Andreea Rosca, fost redactor-sef al Capital si ex-director general al agentiei NewsIn, a ocupat functia de publisher (director) de la lansare si pina la inchiderea ziarului. După șase ani la ZF, Adrian Mîrșanu a acceptat în ianuarie 2007 provocarea de a lansa un nou ziar financiar și devine astfel primul redactor - șef al Business Standard, ziar pe care l-a condus până la 23 iulie 2009.
In doi ani si jumatate, ziarul ajunsese la tiraje decente, dar tot in urma principalului sau rival din trustul concurent - ZF, editat de Publimedia, care avea o vechime de peste zece ani. Virful vinzarilor Business Standard a fost inregistrat in perioada iunie - iulie 2009, luni în care Business Standard a atins, potrivit datelor BRAT, 242.532, respectiv 254.200 unitati. Cea mai mare medie lunara de vinzari pe aparitie a fost inregistrata in mai 2009, cu 11.120 unitati.
Radu Soviani, realizator tv la The Money Channel, a preluat dupa plecarea lui Adrian Mirsanu si functia de redactor-sef. El a condus ziarul in perioada august - decembrie 2009. Strategia Business Standard a fost schimbata si ziarul s-a indreptat spre zona consumer, mai putin acoperita de ZF, intr-o incercare de a recupera din pierderi. Singurele efecte vizibile au fost reducerea numarului de abonamente catre companii cu circa 1.000 si cresterea numarului de vanzari la chioscuri cu aproximativ 150. In acest context, ziarul s-a închis pe 23 decembrie, patronul trustului Realitatea-Catavencu refuzand sa mai finanteze pierderile diviziei de print. Din cei circa 50 de oameni care lucrau pentru ziar, o mica parte a fost absorbita in trust. In afara de Academia Catavencu, celelalte titluri au fost inchise sau vandute managerilor.. Ziarul avea un tiraj de 9.000 exemplare in ultimele luni.

## Continuare online
Arhiva Business Standard poate fi consultată la adresa old.standard.money.ro. Domeniul de internet standard.ro a rămas în continuare activ timp de doi ani, ca parte a platformei de opinii a www.money.ro, deținut de F5 - divizia de online a Trustului Realitatea - Catavencu.. Începând din data de 1 octombrie 2019, standard.ro s-a redeschis ca platformă colaborativă de opinii și analize despre piața muncii, sub coordonarea jurnalistului Lucian Davidescu.